# Kościół św. Kazimierza Królewicza we Wrześni
Kościół św. Kazimierza Królewicza we Wrześni – murowany kościół w południowej części Wrześni, na osiedlu Sławno, zlokalizowany przy ulicy Słupskiej. 
Początkowo na potrzeby parafii wzniesiono drewnianą kaplicę, którą 10 września 1983 poświęcił bp. Jan Czerniak. W dniu 14 kwietnia 1988 ks. prymas kardynał Józef Glemp poświęcił kamień węgielny pod nowy kościół. Uroczystej konsekracji kościoła dokonał w dniu 18 września 1996 ks. arcybiskup gnieźnieński Henryk Muszyński. 
Kościół to nowoczesna w formie budowla z wieżą. Wnętrze świątyni bardzo nietypowe, z czterema rzędami ławek, każdy pod innym kątem. Prezbiterium, lamperia oraz cała posadzka wyłożona marmurem. Po lewej stronie od ołtarza 7 fresków, a pod nimi marmurowo-złota chrzcielnica. Po prawej stronie ołtarza tabernakulum w formie tablic Dziesięciu przykazań z dekoracją w formie krzewu gorejącego. Kościół posiada kilka witraży – nad wejściem głównym okrągły witraż przedstawiający Matkę Boską z dzieciątkiem Jezus. 
Wieża na planie kwadratu, otynkowana, kryta miedzianym hełmem. W 1998 zawieszono na niej trzy dzwony, a w 2001 elektroniczny zegar z czterema kwadratowymi tarczami. 
W 2006 we wnęce kościoła od ulicy Słupskiej odsłonięto pomnik Jana Pawła II, jako ofiarę parafian w pierwszą rocznicę śmierci papieża. Obok kościoła dom katolicki z plebanią. 